# Monogramma

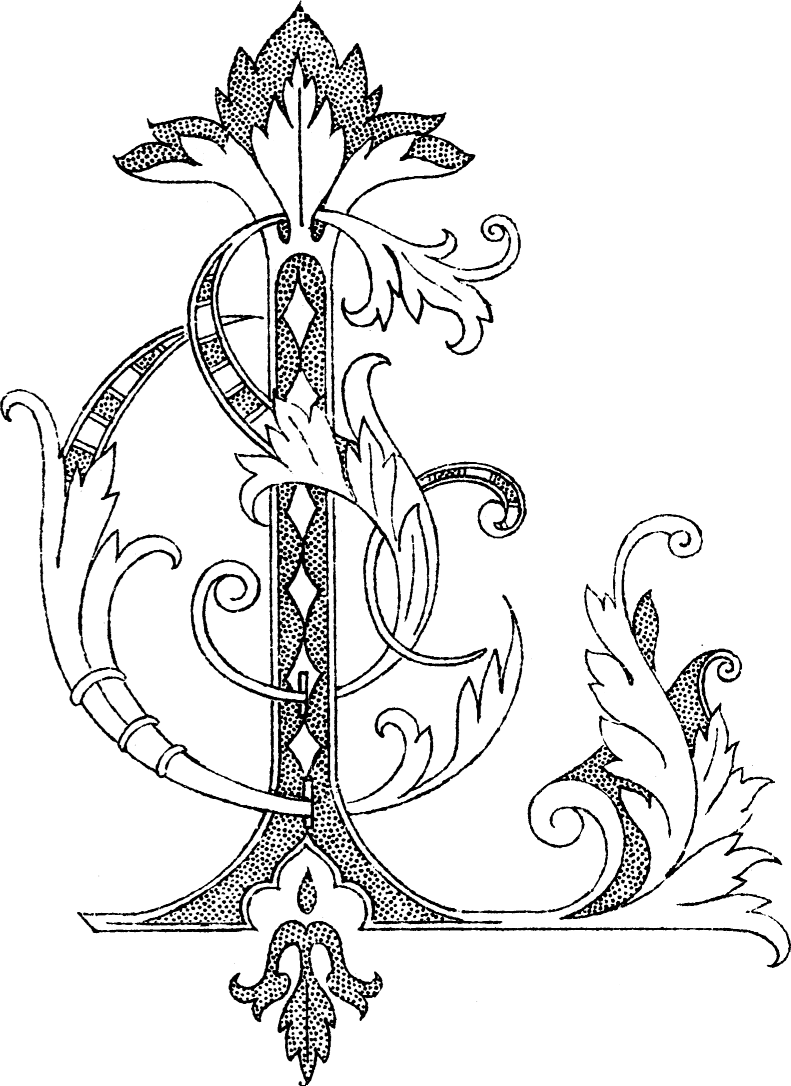
Iniziali ricamate su un lenzuolo o un indumento

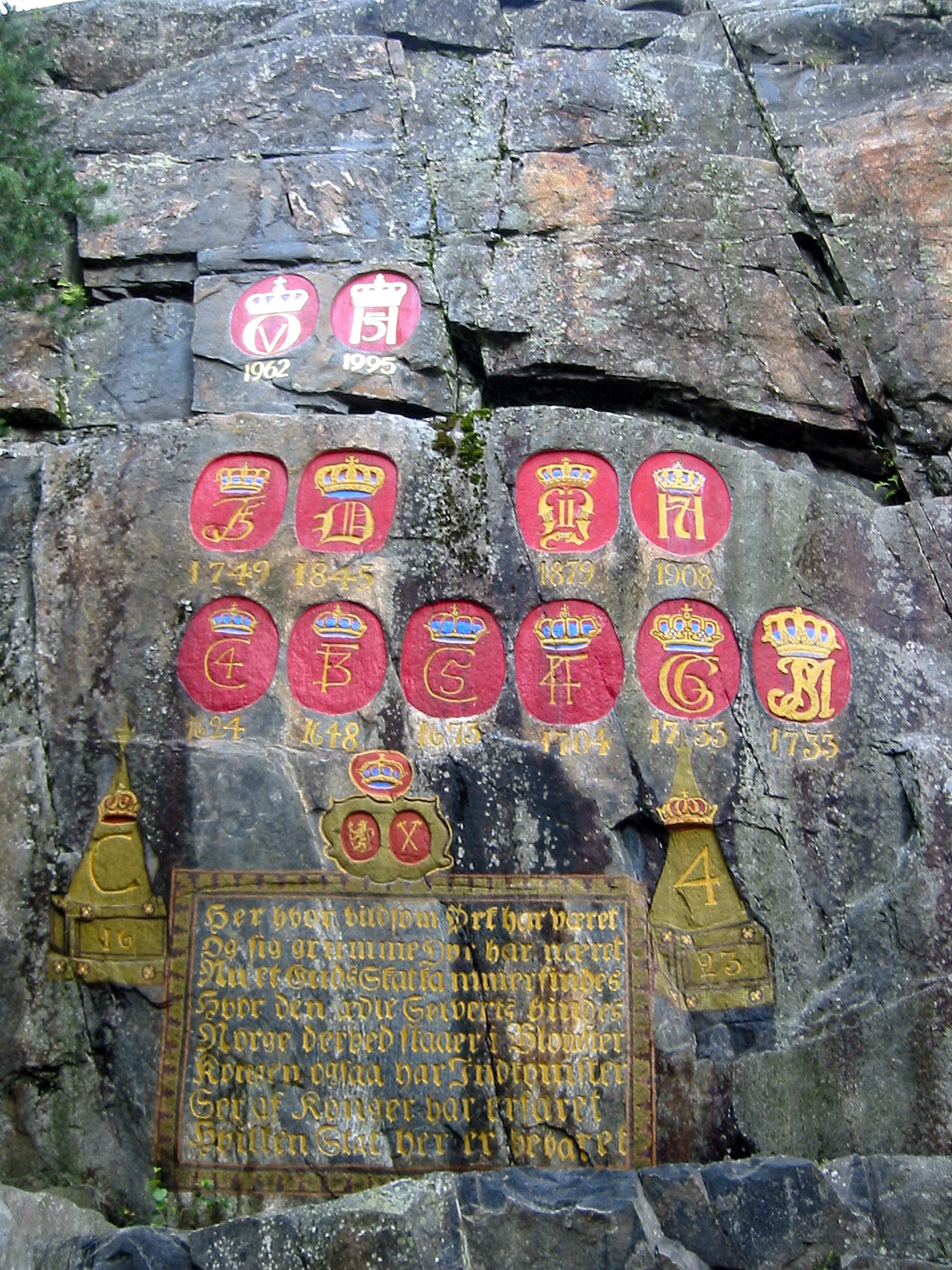
Monogrammi reali su una parete rocciosa per commemorare le visite dei Reali norvegesi a Kongsberg dal 1623.

Un monogramma è un simbolo grafico unitario ottenuto sovrapponendo o combinando in altro modo due o più lettere o altri grafemi. 
I monogrammi sono spesso ottenuti utilizzando le iniziali del nome di uno o più individui o di una società. 
Quando le iniziali non sono combinate in un unico segno grafico complesso si parla propriamente di acronimi o di sigle.
Il monogramma di un individuo viene talvolta utilizzato per personalizzare e decorare camicie, tovaglie, valigie o altri oggetti di sua proprietà.
Il monogramma di un artista o di un artigiano compare talvolta come firma su oggetti d'argento, mobili, sculture e altri oggetti artistici. Il suo uso era talvolta imposto da una corporazione nell'ambito delle misure utilizzate per impedire o scoraggiare la concorrenza di artigiani non iscritti.
Monogrammi ottenuti col nome di monarchi possono essere inseriti nelle insegne di organizzazioni pubbliche del regno, ad esempio della polizia. Essi indicano la fonte dell'autorità esercitata da quella organizzazione. 
I monogrammi ottenuti con il nome di un'impresa possono essere utilizzati come simboli di riconoscimento o pubblicitari (logo).